# Kokornak mandżurski
Kokornak mandżurski (Aristolochia manshuriensis Kom.) – gatunek rośliny z rodziny kokornakowatych (Aristolochiaceae Juss.). Występuje naturalnie w Rosji (w Kraju Nadmorskim, na Półwyspie Koreańskim oraz w Chinach (w prowincjach Gansu, Heilongjiang, Hubei, Jilin, Liaoning, Shaanxi, Shanxi i Syczuan).

## Morfologia
PokrójKrzew o pnących, owłosionych i białawych pędach.
LiścieMają sercowaty lub okrągły kształt. Mają 15–29 cm długości oraz 13–28 cm szerokości. Są mniej lub bardziej owłosione i skórzaste. Nasada liścia ma sercowaty kształt. Z tępym lub ostrym wierzchołkiem. Ogonek liściowy jest owłosiony i ma długość 6–8 cm.
KwiatyZygomorficzne. Pojedyncze lub zebrane w parach. Mają żółtowielonkawą barwę. Dorastają do 20–25 mm długości i 10–12 mm średnicy. Mają kształt wyprostowanej lub lekko wygiętej tubki.
OwoceTorebki o cylindrycznym kształcie. Mają 9–11 cm długości i 3–4 cm szerokości. Pękają u podstawy.

## Biologia i ekologia
Rośnie w lasach mieszanych. Występuje na wysokości do 2200 m n.p.m. Kwitnie od czerwca do lipca, natomiast owoce pojawiają się od sierpnia do września.